# 1er régiment de chars de la Garde
Pour les articles homonymes, voir 1er régiment.
Le 1er régiment de chars de la Garde (en russe : 1-й гвардейский танковый полк ; en abrégé 1 гв. тп), de son nom complet le 1er régiment de chars de la Garde Tchertkovski des ordres de Lénine en double, du Drapeau rouge, de Souvorov, de Koutouzov et de Bogdan Khmelnitski, nommé en l'honneur du maréchal des forces armées M. E. Katoukov (en russe : 1-й гвардейский танковый Чертковский дважды ордена Ленина, Краснознамённый, орденов Суворова, Кутузова и Богдана Хмельницкого полк имени маршала бронетанковых войск М. Е. Катукова), numéro d'unité militaire 58198, est un régiment blindé hautement décoré des forces terrestres soviétiques puis russes. 
L'unité fait partie de la 2e division de fusiliers motorisés de la Garde, basée à Kalininets.

## Histoire
Le régiment est formé le 5 juillet 1945 à partir de la 1re brigade de chars de la Garde (ru) (une unité très décorée), conformément à l'ordre du 10 juin du Commissariat du peuple à la défense ordonnant la réorganisation des brigades de chars en régiments de chars. La 1re brigade de chars avait été formée en 1941 à partir de la 4e brigade de chars, qui a activement participé à la Seconde Guerre mondiale. Basé à Glauchau en Allemagne, le régiment fait partie de la 8e division mécanisée de la Garde. La division est réorganisée en 20e division de fusiliers motorisés de la Garde en 1957. Le régiment est transféré dans la 9e division de chars de la 1re armée de chars de la Garde le 6 juin 1958. Par un décret du 15 septembre 1976 du Conseil des ministres de l'Union soviétique, le régiment est nommé en l'honneur du premier commandant de la 1re brigade de chars de la Garde, Mikhaïl Katoukov. En 1991, le régiment est basé à Zeithain et aligne 89 T-80, 60 BMP (33 BMP-2, 23 BMP-1 et 4 BRM-1K), 18 2S1 Gvozdika, 6 BMP-1KSh, 2 PRP-3, 3 RkhM-3, 1 BREM-2, 2 PU-12 et 3 MT-55A.
Après le retrait des troupes soviétiques d'Allemagne, le 1er régiment de chars de la Garde (alors avec le numéro d'unité militaire 32501) est dissous avec la 9e division de chars. En janvier 1992, le 1er régiment de chars de la Garde est réformé à partir d'une ancienne unité dissoute, le 290e régiment de chars de la 2e division de fusiliers motorisés de la Garde, perpétuant l'unité d'origine. La bannière et la forme historique de l'ancien 1er régiment de chars de la Garde sont transférées au sein du nouveau régiment.
En 2007, le régiment est basé à Kalininets et aligne 93 T-80, 15 BMP-2, 5 BRM-1K, 1 BTR-80, 1 BTR-70, 24 2S3 Akatsiya, 2 PRP-3, 1 PRP-4, 2 RkhM, 1 RkhM-4, 1 MT-55A et 1 MTU-20. Au cours de la réforme militaire russe de 2009, le régiment est transféré sans ses chars à Borzoï en Tchétchénie et réorganisé en 8e brigade de fusiliers motorisés de montagne de la Garde (en). La nouvelle brigade perpétue la lignée du 1er régiment blindé de la Garde, et l'emblème de la brigade comporte un alpenstock représentant les troupes de montagne ainsi que la cuirasse des troupes de chars.
En 2016, la 8e brigade de fusiliers motorisés de montagne de la Garde fait partie des brigades utilisées pour réformer la 42e division de fusiliers motorisés de la Garde, et le 1er régiment blindé de la Garde est réformé le 21 décembre de la même année dans le cadre de la 2e division de fusiliers motorisés de la Garde à Kalininets, poursuivant la lignée de l'unité d'origine,.
Le régiment combat lors de l'invasion russe de l'Ukraine à partir du 24 février 2022, sous le commandement du lieutenant-colonel Denis Lapine, fils du général Alexandre Lapine. Le 22 mars, la Direction générale du renseignement du ministère de la Défense de l'Ukraine publie une liste de 966 militaires opérant au sein du régiment. L'unité aurait subi de lourdes pertes lors de l'invasion.